# 吉林北駅
吉林北駅（きつりんきたえき）とは、中華人民共和国吉林省吉林市竜潭区に位置する吉舒線の駅。

## 歴史
- 1948年　開業。

## 隣の駅
中華人民共和国鉄道部
吉舒線
江北駅 - 吉林北駅 - 棋盤駅
座標: 北緯43度54分50秒 東経126度33分34秒 / 北緯43.913871度 東経126.559457度